# Doumer-Insel
Die Doumer-Insel (französisch Île Doumer) ist eine überwiegend mit Schnee und Eis bedeckte  Insel im Palmer-Archipel westlich der Antarktischen Halbinsel. Sie liegt zwischen den südlichen Abschnitten der Anvers- und der Wiencke-Insel in der südlichen Einfahrt zum Neumayer-Kanal. Höchste Erhebung ist der 515 m hohe Doumer Hill.
Teilnehmer der Belgica-Expedition (1897–1899) unter der Leitung des belgischen Polarforschers Adrien de Gerlache de Gomery entdeckten sie. Teilnehmer der Vierten Französischen Antarktisexpedition (1903–1905) unter der Leitung des Polarforschers Jean-Baptiste Charcot nahmen die erste Kartierung vor. Charcot benannte die Insel nach dem französischen Politiker Paul Doumer (1857–1932), damaliger Vorsitzender der Chambre des députés und späterer Staatspräsident Frankreichs.
Chile betreibt auf der Insel die Yelcho-Station, eine nur im Sommer besetzte Forschungsstation. Ein 96 Hektar großes Gebiet im Inneren der South Bay ist als besonders geschützten Gebiet Nr. 146 (Antarctic Specially Protected Area No 146) deklariert, um ein langfristig angelegtes meeresökologisches Forschungsprogramm Chiles frei von Störungen zu halten.